# 스티븐 B. 스미스
스티븐 B. 스미스(Steven B. Smith, 1946년 ~ )는 미국의 언더그라운드 예술가이다.
미국 아이다호주 월리스 출신이다. 언더그라운드 예술의 일환으로 시인 활동을 하기도 했으며, 언더그라운드 출판인으로 활동하기도 했다. 1950년대 ~ 1970년대에 걸쳐 다양한 시작을 남겼다.